# (395) Delia
(395) Delia est un astéroïde de la ceinture principale découvert par Auguste Charlois le 30 novembre 1894.